# Sint-Petrus en Sint-Pauluskerk (Barca)
De Sint-Petrus- en Sint-Pauluskerk (in het Slowaaks: Kostol svätých Petra a Pavla) is een rooms-katholieke kerk in Košice. Ze ligt in de wijk Barca, aan de hoek van de straten "Andrašcikova" en "Abovská".

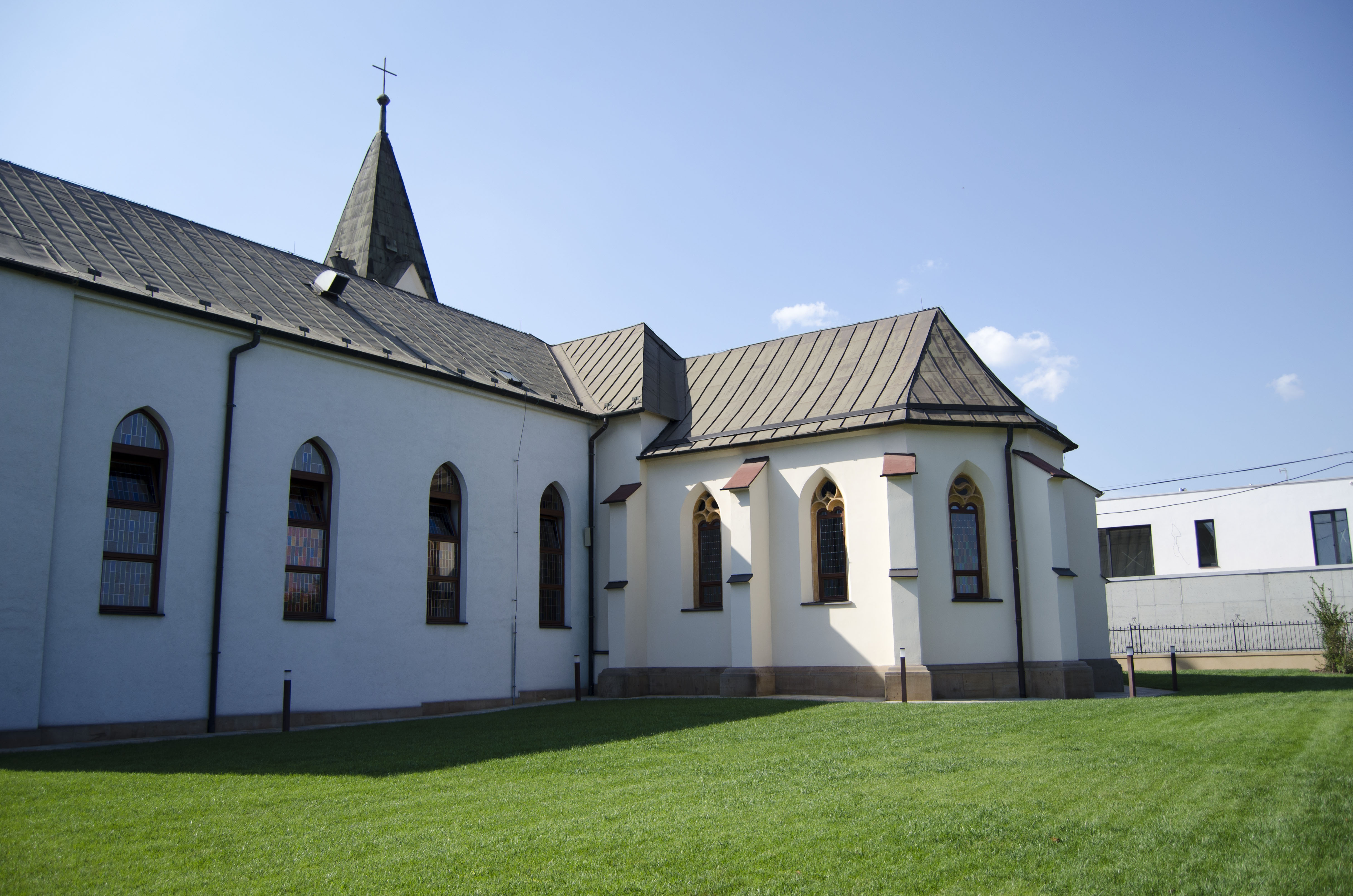
Zicht op de oostelijke gevel van de oorspronkelijke kerk (rechts), thans een zijkapel.

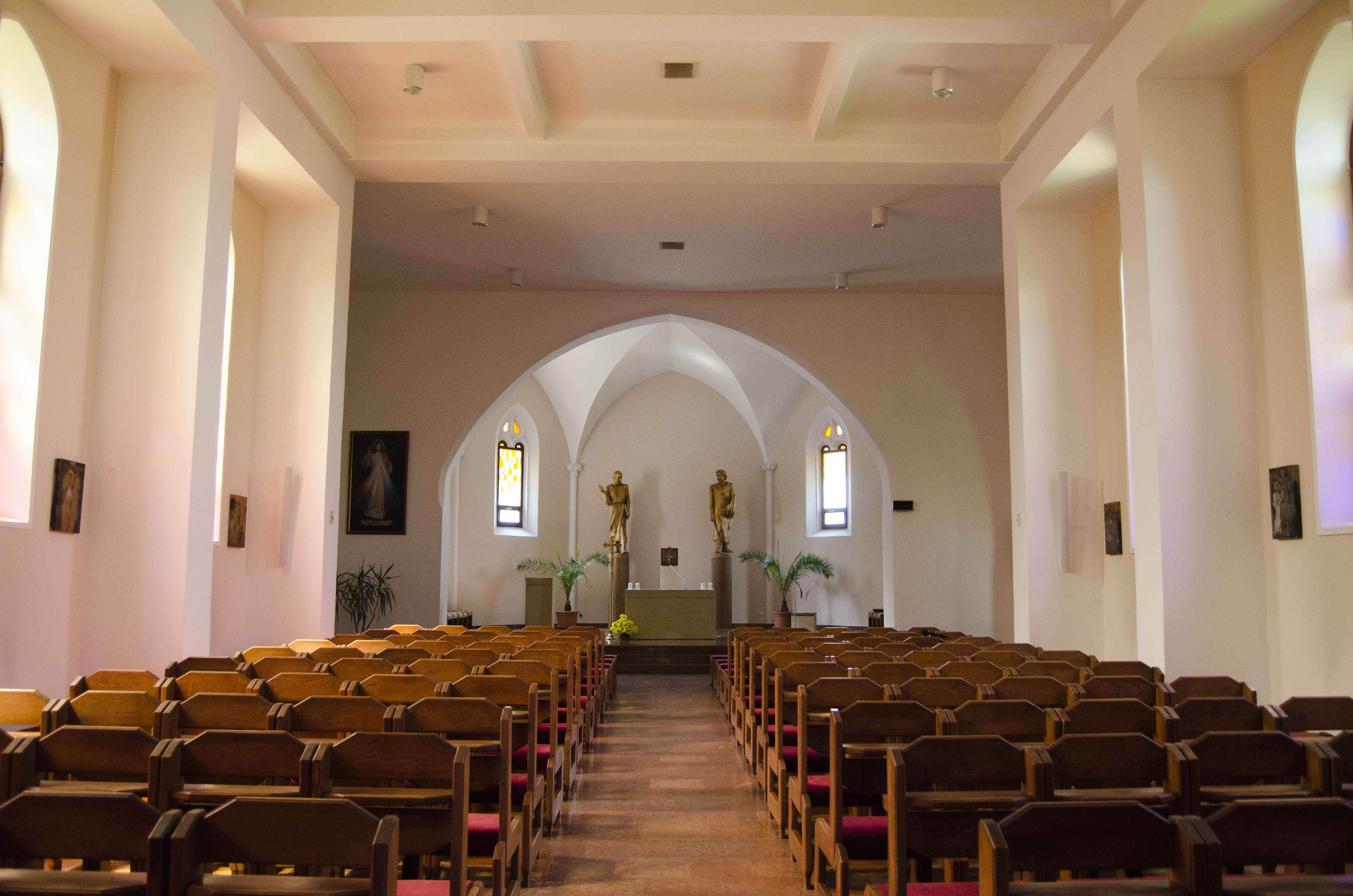
Het interieur, het hoofdaltaar en de beelden van Sint-Petrus en Sint-Paulus.

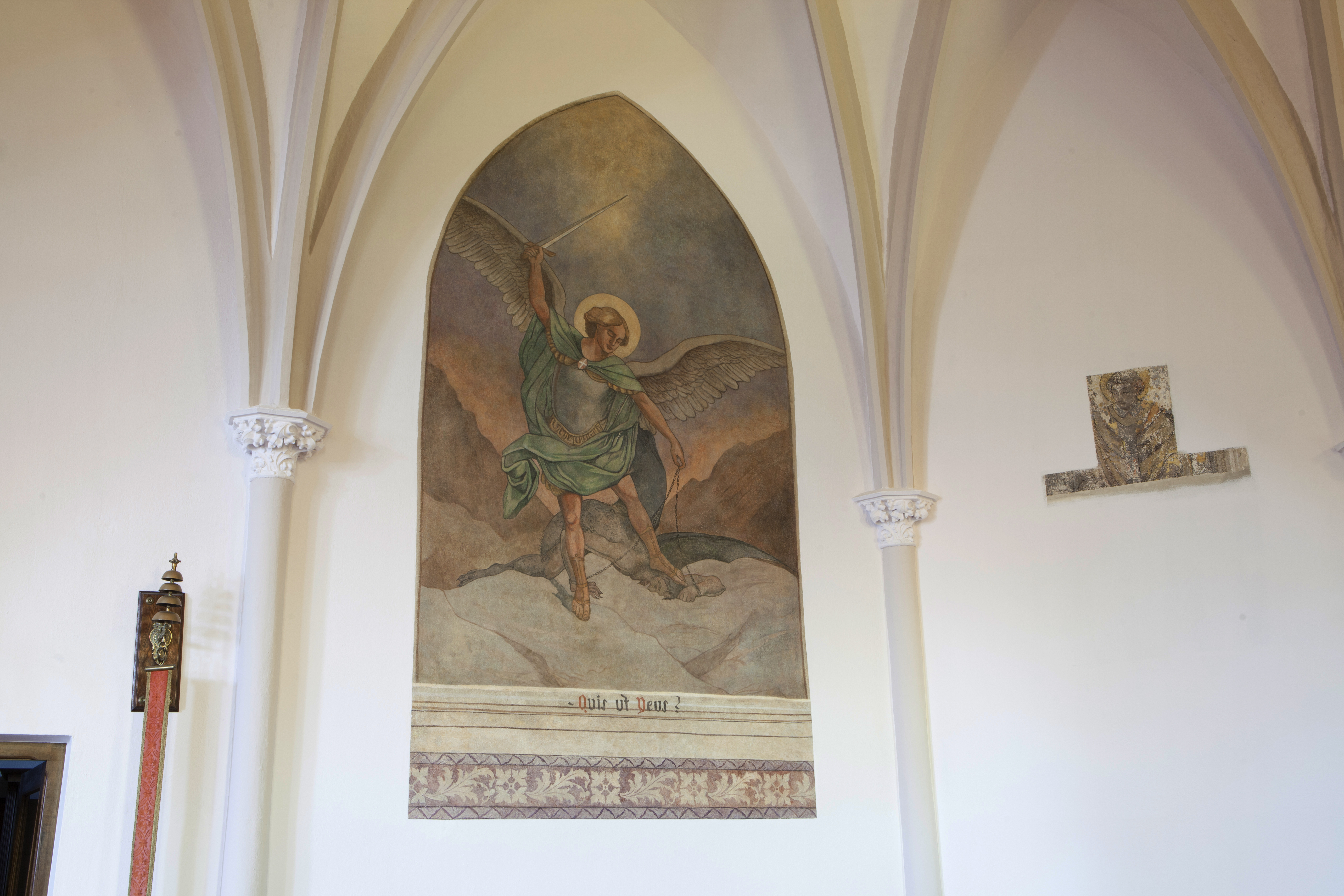
De muurschildering stelt de aartsengel Michaël voor.

## Geschiedenis

### Eerste periode: 13e en 14e eeuw, romaans
Overblijfselen van de vermoedelijk eerste kerk zijn aangetroffen in het huidige gebouw. Deze tonen aan dat het oorspronkelijke bedehuis gebouwd werd in de romaanse stijl, in de tijd van Karel I Robert van Hongarije (circa 1288 - 1342), wellicht omstreeks 1325. 

### Tweede periode: 15e tot 17e eeuw, gotisch
In de 15e eeuw werd de kerk verbouwd in gotische stijl. Ze bestond uit een enkele beuk met een stergewelf en een veelhoekig priesterkoor. Dat koor had destijds drie ramen met gotische invloeden.
De toenmalige sacristie aan de noordkant dateerde ook van die tijd.

### Derde periode: 18e eeuw, barok
Bij de aanvang van jaren 1700 was de kerk in slechte staat en ingevolge veiligheidsoverwegingen gesloten. De landheer hand immers een ander geloof en nam geen initiatieven om de toestand te verbeteren terwijl de offergaven en de giften van de arme bevolking niet volstonden voor een goed onderhoud.
In 1712 schonken Juraj Gomáromy en zijn echtgenote Katarína een zijaltaar ter ere van de Maagd Maria. 
Een aantal jaren later, in 1757, kreeg de kerk twee schutspatronen toegewezen: Sint-Petrus en Sint-Paulus. Ze had intussen drie altaren, een ruime sacristie, een kast voor priesterlijke gewaden, en een schatkist. Er was toen nog geen orgel en evenmin een toren maar wel een zeer klein klokkentorentje.
In de loop van de jaren 1757 tot 1786 werd het interieur verfraaid en voltooid, nog steeds zonder hulp van de landheer. De kerk kreeg een houten toren en de stijl van het bedehuis veranderde sterk. De gotische ramen bleven evenwel bewaard. Vanaf het einde van de 18e eeuw werd ook een classicistische doopvont van gepolychromeerd hout in gebruik genomen.

### Restauratie en uitbreiding in de 19e en 20e eeuw
In het parochiearchief werd op 31 augustus 1816 vermeld dat de kerk geen geldelijke middelen had voor aanpassingen, alhoewel de bouwmeesters de toestand van de kerk hadden verduidelijkt. 
Het houten plafond was door ouderdom beschadigd en liep het risico van instorting. 
In 1866 werd het hoofdaltaar in barokstijl gebouwd. 
In de episode van 1870 tot 1884 werd het pannendak van de toren dat door regen beschadigd was, hersteld.
Vanaf de herfst 1900 tot de lente 1901 werd de kerk vergroot. Ze werd met 3 meter verlengd tot aan de rand van de weg en kreeg een nieuwe toren met een betere fundering en een zinken dak.
In 1913 werd in het bedehuis elektrische verlichting aangebracht, en in 1915 werd een verguld neogotisch houten altaar aangekocht dat geplaatst werd ter vervanging van het renaissance altaar.
In juli 1930 stelde men Vincent Kačmár (bewoner van de pastorij) aan als verantwoordelijke. Hij wilde de kerk vergroten door toevoeging van een transept en het priesterkoor verplaatsen naar het noorden. De goedkeuring van deze plannen geschiedde in het najaar van 1933. Bijgevolg werd in het noordelijke deel een koor toegevoegd en het oorspronkelijke koor in het oude gedeelte van de kerk werd omgevormd tot zijkapel.
In 1942 onderging de kerk nogmaals een vergroting door toevoeging van een beuk aan de zuidkant. De plannen hiervoor waren het oeuvre van architect Martončík.
Het schip van het oude kerkgedeelte kreeg bij deze renovatie een vlak plafond.

### Recente verbouwingen
In 1951 stond het plafond in het jongste deel van de parochiekerk op het punt om in te storten. Bijgevolg vond daar een kostelijke vervanging van het gehele plafond plaats. 
Het hoofdaltaar werd verbouwd onder de leiding van bouwmeester Ondrej Milkovič en in 1952 begon men met het verbeteren van de vloer. Tegelijkertijd werd in de oude ruimte aan de voet van de toren het altaar van Onze-Lieve-Vrouw van Lourdes gebouwd.
Tien jaar later, in oktober 1962, verving men het deurtje van het hoofdtabernakel door een rijkelijk versierd koperen exemplaar met daarop een afbeelding van de doornenkroon. 
Het hoofdaltaar werd aangepast in 1966, toen men de heiligenbeelden van Petrus en Paulus plaatste tegen de muur achter het altaar.
In 1984 werden nogmaals veranderingswerken uitgevoerd:
1. Binnen:
  - vervanging van het oudste deel van het plafond in het schip,
  - vergroting van het koor,
  - plaatsing van nieuwe ramen,
2. Buiten:
  - bepleistering van de buitenmuren.

## Fresco's
In de doopkapel ziet men een oud fresco dat de aartsengel Michaël voorstelt.